# Věra Krepkinová
Věra Krepkinová, uváděná také jako Vira Krepkinová (ukrajinsky Віра Самуїлівна Крепкіна) (15. dubna 1933, Kotělnič – 25. dubna 2023) byla ukrajinská atletka reprezentující Sovětský svaz, olympijská vítězka ve skoku do dálky.
Na olympiádě v Helsinkách v roce 1952 byla členkou sovětské štafety na 4 × 100 metrů, která skončila čtvrtá. Na evropském šampionátu v Bernu o dva roky později sovětská štafeta (i s Krepkinovou) zvítězila. Na olympiádě v Melbourne Krepkinová vypadla v semifinále běhu na 100 metrů a byla členkou štafety SSSR na 4 × 100 metrů, která ve finále obsadila čtvrté místo. Na mistrovství Evropy ve Stockholmu v roce 1958 sovětská štafeta na 4 × 100 metrů obhájila zlatou medaili, Krepkinová navíc vybojovala stříbrnou medaili v běhu na 100 metrů.
Životní úspěch pro ni znamenala olympiáda v Římě v roce 1960, kde zvítězila v soutěži dálkařek v novém olympijském rekordu 637 cm.